# Marmaray
Marmaray, podvodni transkontinentalni tunel namijenjen željezničkom prometu koji se nalazi u turskom gradu Istanbulu. Dug je 13,6 km te ispod Bosporskog tjesnaca spaja Europu i Aziju.
Nalazi se 60,46 m ispod morske površine što ga čini najdubljim tunelom na svijetu. Za prelazak tunelom iz Europe u Aziju potrebne su četiri minute. Radovi na tunelu počeli su 9. svibnja 2004., da bi bio s izvjesnim zakašnjenjem zbog arheoloških pronalazaka svečano otvoren 29. listopada 2013., na devedesetu obljetnicu neovisnosti Republike Turske. Ulaz u postaje i interijeri bit će ukrašeni motivima iz neolitskog, bizantinskog i osmanskog razdoblja. Osim toga, na umjetničkom platou postaje Yenikapi bit će izložene olupine brodova koji nadnjevaju iz 4. i 5. stoljeća. U arheološkim iskopinama i radovima koji teku usporedno s građevinskim projektom Marmaray otkriveno je 13 olupina brodova i oko 35.000 artefakata. Svi će biti izloženi u muzeju koji će biti otvoren u području 'Stotinu otoka' na Yenikapiju. Radovi na ovom projektu koji je jedan od najvećih infrastrukturnih na svijetu stajali su četiri milijarde dolara, a kad bude u punom pogonu očekuje se da će kroz tunel dnevno prolaziti milijun ljudi. Izgrađeno je 76 kilometara podvodnih cijevnih tunela, podzemnih kupolastih tunela, zakrivljenih tunela, tri nove podzemne postaje, 37 postaja na kopnu, nadzorno-upravljačko središte itd. Nadograđuju se postojeće željezničke pruge i rade nove. Projekt je dobio ime Marmaray kombinacijom riječi Marmara Denizi (Mramorno more) i ray (željeznica). Početna točka tunela je Fatih, a završna Üsküdar.